# 37692 Лорібраг
37692 Лорібраг (37692 Loribragg) — астероїд головного поясу, відкритий 12 листопада 1995 року.
Тіссеранів параметр щодо Юпітера — 3,280.